# Inermoleiopus delkeskampi
Inermoleiopus delkeskampi är en skalbaggsart. Inermoleiopus delkeskampi ingår i släktet Inermoleiopus och familjen långhorningar.

## Underarter
Arten delas in i följande underarter:
- I. d. delkeskampi
- I. d. ivorensis